# ابراهیم اکرمی
ابراهیم بن محمّد اکرمی صالحی (؟ - ۱۶۳۷م) شاعر و ادیب شامی در سدهٔ هفدهم میلادی/یازدهم هجری بود؛ از اهالی صالحیهٔ دمشق. دیوان شعری داشت که آن را مقام ابراهیم فی الشعر و النظیم نام نهاد.